# Steins;Gate 0 (anime)
Steins;Gate 0 (Nhật: シュタインズ・ゲート ゼロ Hepburn: Shutainzu Gēto Zero) là loạt anime truyền hình của White Fox, dựa theo trò chơi điện tử cùng tên của 5pb.. Phim là phần tiếp theo của anime năm 2011 Steins;Gate, và bắt đầu phát sóng từ tháng 4 năm 2018. Đạo diễn bởi Kawamura Kenichi, với phần kịch bản do Hanada Jukki đảm nhiệm, cùng là người viết kịch bản cho anime Steins;Gate; toàn bộ dàn diễn viên lồng tiếng trước đây cho anime và trò chơi điện tử Steins;Gate đều được giữ nguyên lại để thực hiện bộ phim này. Loạt phim đang công chiếu đồng thời bởi Crunchyroll và Aniplus Asia, còn bản lồng tiếng Anh được Funimation phát sóng trực tuyến tại Bắc Mỹ và Vương quốc Anh.

## Cốt truyện
Câu chuyện diễn ra ở dòng thời gian khác với kết thúc của loạt anime Steins;Gate. Sau khi nỗ lực cứu Makise Kurisu để ngăn chặn chiến tranh trong tương lai nhờ cỗ máy thời gian thất bại, Okabe Rintaro, bị ám ảnh bởi trải nghiệm thay đổi quá khứ bằng khả năng Reading Steiner của mình, quyết định ở lại dòng thời gian Beta nơi Kurisu chết. Sau nhiều tháng, Rintaro gặp Hiyajo Maho, đồng nghiệp cũ của Kurisu đang làm việc với Amadeus, một trí tuệ nhân tạo được xây dựng từ ký ức của Kurisu trước khi cô chết. Khi Rintaro quyết định giúp đỡ quá trình phát triển Amadeus, cậu nhận ra trải nghiệm với các dòng thời gian khác nhau của mình vẫn chưa kết thúc.

## Diễn viên lồng tiếng
| Nhân vật                | Diễn viên lồng tiếng Nhật |
| ----------------------- | ------------------------- |
| Okabe Rintaro           | Miyano Mamoru             |
| Makise Kurisu           | Imai Asami                |
| Shiina Mayuri           | Hanazawa Kana             |
| Hashida "Daru" Itaru    | Seki Tomokazu             |
| Amane Suzuha            | Tamura Yukari             |
| Urushibara Luka         | Kobayashi Yū              |
| Faris NyanNyan          | Momoi Haruko              |
| Kiryu Moeka             | Gotō Saori                |
| Hiyajo Maho             | Yahagi Sayuri             |
| Shiina Kagari           | Han Megumi                |
| Amane Yuki              | Tamura Yukari             |
| Tennouji Nae            | Yamamoto Ayano            |
| Nakase "Fubuki" Katsumi | Honda Mariko              |
| Kurushima Kaede         | Kino Hina                 |
| Alexis Leskinen         | Ueda Yōji                 |
| Judy Reyes              | Nishimura Maya            |

## Sản xuất và phát hành
Steins;Gate 0 được thực hiện bởi White Fox, và chuyển thể từ trò chơi điện tử cùng tên năm 2015. Trò chơi là phần tiếp theo của game Steins;Gate, cũng được chuyển thể thành anime bởi White Fox vào năm 2011. Mặc dù cốt truyện của visual novel có nhiều nhánh truyện khác nhau, bộ phim xây dựng lại cốt truyện thành một nhánh duy nhất.
Bô phim do Kawamura Kenichi đạo diễn cùng phần kịch bản của Hanada Jukki, đồng biên kịch cho anime Steins;Gate, trong khi Inayoshi Tomoshige, đạo diễn hoạt họa cho anime Steins;Gate, chuyển thể thiết kế nhân vật của Huke trong game cho bộ phim, và Kodaka Takeshi đóng vai trò chỉ đạo nghệ thuật. Dàn diễn viên lồng tiếng được tái hợp với các vai diễn của mình trong anime và game Steins;Gate trước đó.
Phần âm nhạc do Abo Takeshi, Nobusawa Nobuaki, và Moe Hyūga biên soạn. Ca khúc mở đầu, "Fatima", trình bày bởi Itō Kanako, ca sĩ đã thực hiện ca khúc mở đầu cho anime Steins;Gate và phim anime Steins;Gate: The Movie trước đó, và ca khúc kết thúc, "Last Game", do nhóm nhạc Zwei trình bày, cũng từng thực hiện ca khúc kết thúc cho game Steins;Gate 0.
Bô phim chính thức công bố vào tháng 3 năm 2015, cùng lúc với game Steins;Gate 0. Phim lại được giới thiệu lần nữa bằng trailer và thông tin nghệ thuật vào tháng 7 năm 2017 như một phần thuộc dự án "Steins;Gate World Line 2017–2018 Project", bao gồm các phương tiện truyền thông của trò chơi Steins;Gate 0; vào lúc này, bộ phim đã đi vào khâu sản xuất. Phim bắt đầu công chiếu từ ngày 12 tháng 4 năm 2018, tiếp nối kết thúc của anime Steins;Gate được phát sóng lại trước đó, và dự kiến có 23 tập. Anime chiếu trên các kênh Tokyo MX, TVA, KBS Kyoto, Sun TV, TVQ, AT-X, BS11, và GYT, và phát sóng trực tuyến thông qua Ameba TV tại Nhật Bản. Loạt phim công chiếu đồng loạt bởi Crunchyroll, và Aniplus Asia tại Đông Nam Á, cùng phần lồng tiếng Anh sẽ phát sóng trực tuyến thông qua Funimation tại Mỹ, Canada, vương quốc Anh, và Ireland. Bộ phim còn dự định phát hành theo bộ 6 đĩa Blu-ray và DVD tại Nhật từ ngày 27 tháng 6 đến 28 tháng 11 năm 2018, với đĩa cuối cùng sẽ kèm theo một tập không được công chiếu.

## Anime
| No. | Tựa đề | Ngày công chiếu chính thức |
| --- | --- | -------------------------- |
| 1   | "Missing Link of the Annihilator: Absolute Zero Mối liên kết bị thiếu của kẻ hủy diệt: Số không tuyệt đối" "Rei-ka-iki no Misshingu Rinku" (零化域のミッシングリンク)                                                          | Ngày 12 tháng 4 năm 2018   |
| 2   | "Epigraph of the Closed Curve: Closed Epigraph Đồ thị đường cong kín" "Heijikyokusen no Epigurafu" (閉時曲線のエピグラフ) | 19 tháng 4 năm 2018        |
| 3   | "Protocol of the Two-sided Gospel: X-Day Protocol Giao thức phúc âm kép" "Sōtsui Fukuin no Purotokoru" (双対福音のプロトコル)                                                                                                  | 26 tháng 4 năm 2018        |
| 4   | "Solitude of the Mournful Flow: A Stray Sheep Sự cô đơn của Cừu lạc" "Bōshitsu Ruten no Sorichūdo" (亡失流転のソリチュード) | 3 tháng 5 năm 2018         |
| 5   | "Solitude of the Astigmatism: Entangled Sheep Sự cô đơn của Cừu loạn thị" "Hitenshūsa no Sorichūdo" (非点収差のソリチュード)                                                                                                   | 10 tháng 5 năm 2018        |
| 6   | "Eclipse of Orbital Ordering: The Orbital Eclipse Quỹ đạo của Sự sắp đặt" "Kidōchitsujo no Ekuripusu" (軌道秩序のエクリプス)                                                                                                   | 17 tháng 5, 2018           |
| 7   | "Eclipse of Vibronic Transition: Vibronic Transition Quỹ đạo của Sự rung chuyển" "Fuden Sen'i no Ekuripusu" (振電遷移のエクリプス)                                                                                             | 24 tháng 5, 2018           |
| 8   | "Dual of Antinomy: Antinomic Dual Xung khắc của Mâu thuẫn" "Niritsuhaihan no Dyuaru" (二律背反のデュアル) | 31 tháng 5, 2018           |
| 9   | "Pandora of Eternal Return: Pandora's Box Pandora của Hồi quy Vĩnh cửu" "Eigō Kaiki no Pandora" (永劫回帰のパンドラ) | 7 tháng 6, 2018            |
| 10  | "Pandora of Provable Existence: Forbidden Cubicle Pandora của Sự tồn tại Xác định" "Sonzai Shōmei no Pandora" (存在証明のパンドラ)                                                                                             | 14 tháng 6, 2018           |
| 11  | "Pandora of Forgotten Existence: Sealed Reliquary Pandora của Sự tồn tại Lãng quên" "Sonzai Bōkyaku no Pandora" (存在忘却のパンドラ)                                                                                           | 21 tháng 6, 2018           |
| 12  | "Mother Goose of Mutual Recursion: Recursive Mother Goose Mẹ Ngỗng Đệ quy" "Sōgosaiki no Mazā Gūsu" (相互再帰のマザーグース)                                                                                                   | 28 tháng 6, 2018           |
| 13  | "Mother Goose of Diffractive Recitativo: Diffraction Mother Goose Khúc ngân nga của Mẹ ngỗng" "Kaisetsu Joshō no Mazā Gūsu" (回折叙唱のマザーグース)                                                                           | 4 tháng 7, 2018            |
| 14  | "Recognition of the Elasic Limit: Presage or Recognize Dự cảm hoặc Nhận thức" "Dansei Genkai no Rikogunaizu" (弾性限界のリコグナイズ Presage or Recognize)                                                                     | 19 tháng 7, 2018           |
| 15  | "Recognition of the Asymptotic Line: Recognize Asympote Nhận thức Tiệm cận" "Zankinsen no Rikogunaizu" (漸近線のリコグナイズ Recognize Asympote)                                                                               | 26 tháng 7, 2018           |
| 16  | "Altair of the Point at Infinity: Vega and Altair Ngưu lang và Chức nữ" "Mugen'en-ten no Arutairu" (無限遠点のアルタイル Vega and Altair)                                                                                      | 2 tháng 8, 2018            |
| 17  | "Altair of the Hyperbolic Plane: Beltrami Pseudosphere Mặt phẳng Hyperbol Giả hành" "Sōkyoku Heimen no Arutairu" (双曲平面のアルタイル Beltrami Pseudosphere)                                                                  | 9 tháng 8, 2018            |
| 18  | "Altair of Translational Symmetry: Translational Symmetry Đối xứng Tịnh tiến" "Heishin Taishō no Arutairu" (並進対称のアルタイル Translational Symmetry)                                                                       | 16 tháng 8, 2018           |
| 19  | "Altair of the Cyclic Coordinate: Time-leap Machine Cỗ máy Nhảy vọt thời gian" "Junkan Zahyō no Arutairu" (循環座標のアルタイル Time-leap Machine)                                                                             | 23 tháng 8, 2018           |
| 20  | "Rinascimento of the Unwavering Promise: Promised Rinascimento Lời hứa Phục hưng" "Meisei no Rinashimento" (盟誓のリナシメント Promised Rinascimento)                                                                          | 6 tháng 8, 2018            |
| 21  | "Rinascimento of Image Formation: Return of Phoenix Phượng hoàng Hồi sinh" "Yuizō no Rinashimento" (結像のリナシメント Return of Phoenix)                                                                                      | 13 tháng 9, 2018           |
| 22  | "Rinascimento of Projection: Project Amadeus Dự án Amadeus" "Tōtaku no Rinashimento" (投企のリナシメント Project Amadeus) | 20 tháng 9, 2018           |
| 23  | "Arclight of the Point at Infinity: Arclight of the Sky Giao thoa dải Ngân hà" "Mugen'en-ten no Ākuraito / Kōsa Zahyō no Sutādasuto" (無限遠点のアークライト Arc-light of the Sky / 交差座標のスターダスト Milky-way Crossing) | 27 tháng 9, 2018           |